# Elecciones a la presidencia del Real Madrid
El presidente del Real Madrid es elegido por sus socios en unas elecciones libres, al estilo del sufragio universal que rige para los Estados, con la excepción consistente en que no pueden votar los socios que tengan menos de un año de antigüedad en el club.

#### 1982

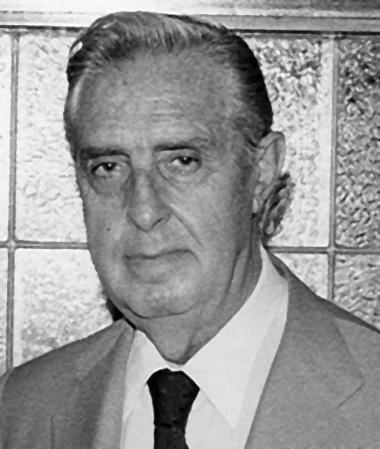
Luis de Carlos

| Candidato | Candidato      | Lema                              | Votos  | %      |
| --------- | -------------- | --------------------------------- | ------ | ------ |
|           | Luis de Carlos | ¿Cambio...? No, gracias           | 10 752 | 57,57% |
|           | Ramón Mendoza  | VOTAD con ilusión hacia el FUTURO | 7 660  | 41,00% |

#### 1985
Ramón Mendoza proclamado presidente al ser el único candidato.

#### 1991
| Candidato             | Candidato             | Lema                  | Votos  | %      |
| --------------------- | --------------------- | --------------------- | ------ | ------ |
|                       | Ramón Mendoza         | -                     | 15 005 | 57,09% |
|                       | Alfonso Ussía         | -                     | 10 531 | 39,95% |
| Votos nulos y blancos | Votos nulos y blancos | Votos nulos y blancos | 777    | 2,92%  |
| Total votantes        | Total votantes        | Total votantes        | 26 313 |        |

#### 1995
| Candidato             | Candidato              | Lema                  | Votos    | %     |
| --------------------- | ---------------------- | --------------------- | -------- | ----- |
|                       | Ramón Mendoza          | -                     | 15 203   | 41,5% |
|                       | Florentino Pérez       | -                     | 14 505   | 39,6% |
|                       | Santiago Gómez Pintado | Bueno para el Madrid  | 4 154    | 11,3% |
|                       | Juanito Navarro        | -                     | Retirado | 0     |
| Votos nulos y blancos | Votos nulos y blancos  | Votos nulos y blancos | 2 769    | 7,56% |
| Total votantes        | Total votantes         | Total votantes        | 26 631   |       |

#### 1998

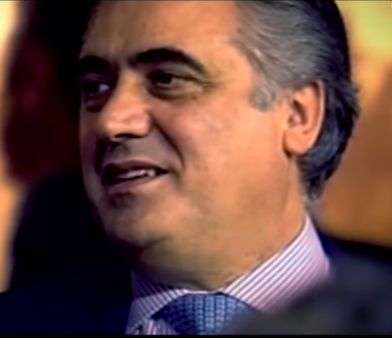
Lorenzo Sanz, presidente de noviembre de 1995 a julio de 2000

Lorenzo Sanz proclamado presidente al ser el único candidato. Ya era el presidente desde la dimisión de Ramón Mendoza en noviembre de 1995

#### 2000
| Candidato      | Candidato        | Lema                     | Votos  | %      |
| -------------- | ---------------- | ------------------------ | ------ | ------ |
|                | Florentino Pérez | Así, gana el Madrid      | 16 469 | 49,73% |
|                | Lorenzo Sanz     | Promesas hechas realidad | 13 302 | 40,17% |
| Votos blancos  | Votos blancos    | Votos blancos            | 205    | 0,62%  |
| Votos nulos    | Votos nulos      | Votos nulos              | 3140   | 9,48%  |
| Total votantes | Total votantes   | Total votantes           | 33 116 |        |

#### 2004
| Candidato      | Candidato        | Lema               | Votos  | %      |
| -------------- | ---------------- | ------------------ | ------ | ------ |
|                | Florentino Pérez | Ganar              | 28 416 | 91,64% |
|                | Lorenzo Sanz     | Que gane el Madrid | 1 222  | 3,94%  |
|                | Arturo Baldasano | -                  | 513    | 1,65%  |
| Votos blancos  | Votos blancos    | Votos blancos      | 118    | 0,28%  |
| Votos nulos    | Votos nulos      | Votos nulos        | 738    | 2,38%  |
| Total votantes | Total votantes   | Total votantes     | 31 007 |        |

#### 2006

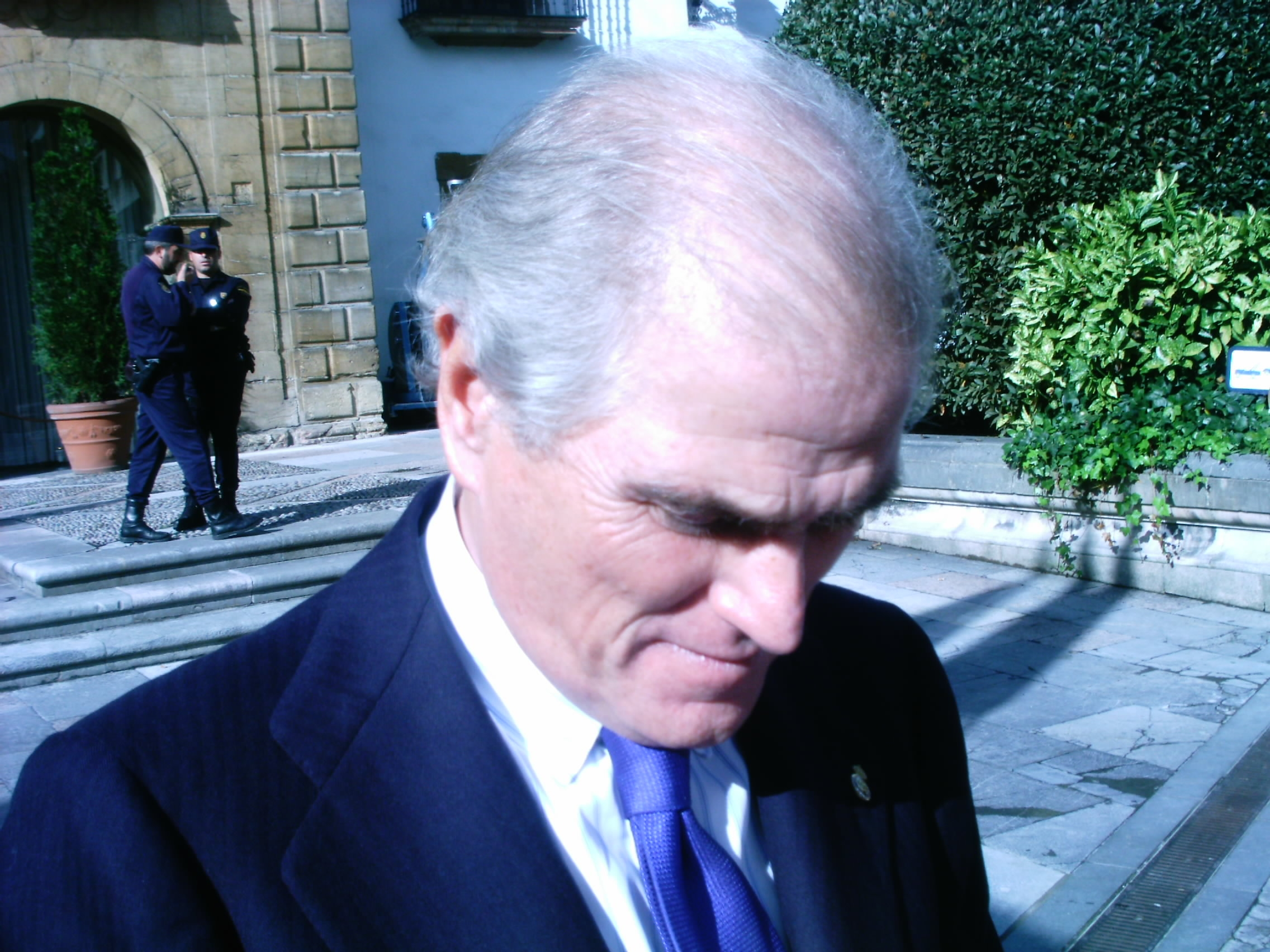
Ramón Calderón en Oviedo, durante los premios Príncipe de Asturias 2006

El 2 de marzo, Fernando Martín Álvarez proclamado presidente tras la dimisión de Florentino Pérez .
El 26 de abril, Luis Gómez-Montejano proclamado presidente tras la dimisión de Fernando Martín Álvarez .
| Candidato             | Candidato              | Lema                        | Votos  | %      |
| --------------------- | ---------------------- | --------------------------- | ------ | ------ |
|                       | Ramón Calderón         | Ficha lo que sientes        | 8 344  | 29,81% |
|                       | Juan Palacios          | ¿Qué quieres ganar?         | 8 098  | 28,93% |
|                       | Juan Miguel Villar Mir | Equipo                      | 6 702  | 23,94% |
|                       | Lorenzo Sanz           | Y ahora, hablemos de fútbol | 2 377  | 8,49%  |
|                       | Arturo Baldasano       | -                           | 1 581  | 5,65%  |
| Votos blancos y nulos | Votos blancos y nulos  | Votos blancos y nulos       | -      |        |
| Total votantes        | Total votantes         | Total votantes              | 27 958 |        |

#### 2009

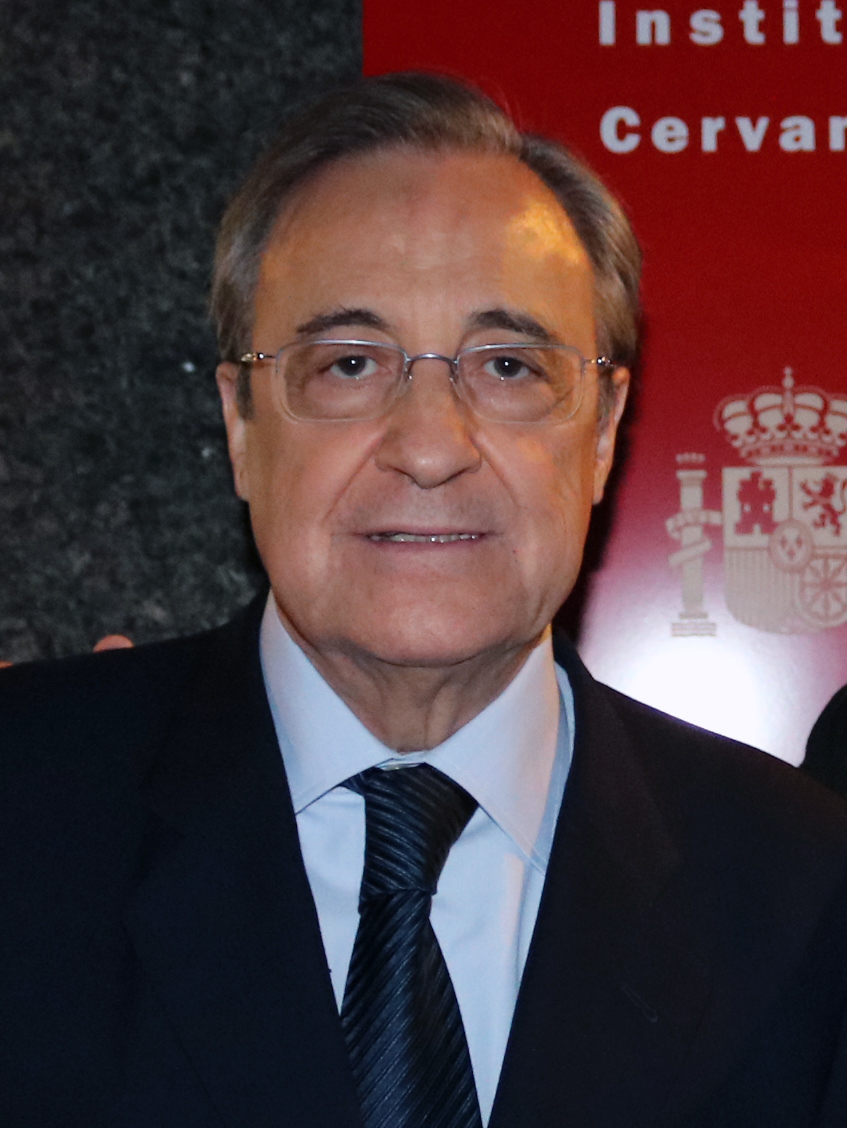
Florentino Pérez

El 16 de enero, Vicente Boluda proclamado presidente tras la dimisión de Ramón Calderón .
El 1 de junio, Florentino Pérez proclamado presidente al ser el único candidato .

#### 2013
El 2 de junio, Florentino Pérez proclamado presidente al ser el único candidato .

#### 2017
El 19 de junio, Florentino Pérez proclamado presidente al ser el único candidato .

#### 2021
El 13 de abril, Florentino Pérez proclamado presidente al ser el único candidato .

#### 2025
El 19 de enero, Florentino Pérez proclamado presidente al ser el único candidato .